# WEEAST
WEEAST（ウィースト）は、真鍋旺嵩（まなべ ひでたか、4月6日 - ）、中沢昭宏（なかざわ あきひろ、12月23日 - ）からなる日本の音楽ユニットである。

## 概要
共通の音楽家を通じて出会い、共作をきっかけに2010年1月に結成。作家ユニット「WEEAST」として活動を開始。 作曲、編曲をメインにアニメソング、歌手楽曲、企業CM、ゲームミュージック、付随音楽などに携わる。アニメソング、キャラクターソングでは音楽プロデュース、作詞も手掛けている。

## 提供作品

### アニメ
- 石原夏織　Z/X -Zillions of enemy X- / ニグたんの呼び声
  - 挿入歌『シャイニング・エンジェル』（楽曲提供/サウンドプロデュース）
- 大西沙織、日高里菜　Z/X -Zillions of enemy X- / ナイショの・きぃワード
  - 挿入歌『新しいふたりの絆 新しいふたりの形』（作詞・作曲・編曲・サウンドプロデュース）
- 金元寿子、藤田茜 Z/X -Zillions of enemy X- / ボコすかレシピ
  - 挿入歌『はぴバースデー』（作詞・作曲・編曲・サウンドプロデュース）
- 星谷美緒、春村奈々 Z/X -Zillions of enemy X- / キャラクターソングアルバム「All of You」
  - Z/Xテーマソング『君のすべて』（作詞・作曲・編曲・サウンドプロデュース）
- 加隈亜衣 Z/X -Zillions of enemy X- / さみしがりアニムスとぬいぐるみフレンズ
  - イメージソング『寂しがり子悪魔』（作詞・作曲・編曲・サウンドプロデュース）
- 花とゆめコミックス「贄姫と獣の王」オリジナルPV（作曲・編曲）
- 俺様ティーチャー連載10０周年記念PV（作曲・編曲）
- トリピタカ・トリニーク PV（作曲・編曲）
- 久野美咲 Z/X -Zillions of enemy X- / ソトゥニャシ放送局またたび
  - 挿入歌『Won't you come with me now ?』（作詞・作曲・編曲・サウンドプロデュース）
- 浅沼晋太郎　Z/X -Zillions of enemy X- / 紅姫哀詩
  - イメージソング『すべて守り抜くために』（作詞・作曲・編曲・サウンドプロデュース）
- 高嶺と花スペシャルムービー（作曲・編曲）
- 戦魂 -SENTAMA- 「花の慶次コラボ」スペシャルムービー（作曲・編曲）
- 明坂聡美 Z/X -Zillions of enemy X- / 13姉妹 雪月花
  - イメージソング『未来創造革命』（作詞・作曲・編曲・サウンドプロデュース）吹野クワガタと共作曲
- 牧野由依 Z/X -Zillions of enemy X- / Y.T.黙示録 †ル・シエル メモワール†
  - 挿入歌『Never Ending Story』（作詞・作曲・編曲・サウンドプロデュース）吹野クワガタと共作曲
- EX-ARM エクスアーム PV（作曲・編曲）
- 遊☆戯☆王カラー版告知映像（作曲・編曲）
- 水瀬いのり　Z/X -Zillions of enemy X- / ぶらり湯けむり温泉紀行
  - 挿入歌『私と意思ソトゥ、しよ♪』（作詞・作曲・編曲・サウンドプロデュース）
- 小倉唯、内田彩　Z/X -Zillions of enemy X- / りげる★くらいしす
  - イメージソング『ふたりの世界を探しにいこう』（作詞・作曲・編曲・サウンドプロデュース）
- ジョジョリオンカラー版告知映像（作曲・編曲・効果音制作）
- イノサンRouge スペシャル映像（作曲・編曲）
- 村川梨衣、村中知　Z/X -Zillions of enemy X- / 冥闇と灼炎の追想曲
  - 挿入歌『Changing the Fate』（作詞・作曲・編曲・サウンドプロデュース）吹野クワガタと共作曲
- 斎藤千和　Z/X -Zillions of enemy X- / てめぇらオレの邪魔すんな!
  - 挿入歌『世界中がTO・RI・KO』（作詞・作曲・編曲・サウンドプロデュース）
- 集英社 春のデジタルマンガ祭『春マン!! 2015』全10作(作曲・編曲)
- 遠藤ゆりか、鈴木絵理　Z/X -Zillions of enemy X- / ソトゥミサ放送局 R
  - テーマ曲『Keeping the Faith』（作詞・作曲・編曲・サウンドプロデュース）
- 佐倉綾音、洲崎綾、西明日香、早見沙織、今井麻美　Z/X -Zillions of enemy X- / ドラミコクインテット
  - 『未来がひとつに』（作詞・作曲・編曲・サウンドプロデュース）[1]
- 蒼井翔太　Z/X -Zillions of enemy X- / 超鋼神器ローレンシウム
  - 『僕らの世界』（作詞・作曲・編曲・サウンドプロデュース）
- ジョジョの奇妙な冒険MV（作曲・編曲）「ジャンプフェスタ2014」「マンガブロードステーション」放映（作曲・編曲・効果音制作）
- 週刊少年ジャンプ45周年 特別記念特大号 ARアプリ楽曲（作曲・編曲・効果音制作）
- ドラゴンボール MANGAPOLO （作曲・編曲）
  - Part 1 孫悟空修業編 (54話)
  - Part 2 レッドリボン軍編 (58話)
  - Part 3 ピッコロ大魔王編 (82話)
  - Part 4 サイヤ人編 (49話)
  - Part 5 フリーザ編 (86話)
  - Part 6 人造人間･セル編 (91話)
  - Part 7魔人ブウ編 (99話)

### 歌手
- 小野正利
  - 『Now and Forever』（作曲・編曲）
- ぽこた
  - ワンチャン僕の女神様っ 『セレンディピティ』(編曲)[2]
- しず風&絆〜KIZUNA〜
  - 交-Majiware- 『交-Majiwari-』（ギター）
  - 『歩いていこうJUN SKY WALKER(S)のカバー曲』（編曲）[3]
  - つくしんぼう 『つくしんぼう』（編曲）
  - 『ドキドキ☆パニック』（編曲）
- VIC:CESS
  - Regret Blue 『VENUS FANTASISTA』（作曲・編曲）
- スルースキルズ
  - We are Through Skills 『Shiny Days』（編曲）
- 愛内里菜
  - TRIP 『さくら色』（ギター）

### CM
- 片喰と黄金 CM
- MAO テレビCM
- たかが黄昏れ テレビCM
- イノサンRougeルージュ 「坂本眞一イノサン画集G」CM
- GIGANT テレビCM（作曲・編曲）
- アート引越センター CM
  - 「葵わかな コマソンを歌う篇」（楽曲制作）
  - コマソンを本気で口パク「ヒップホップ篇」（楽曲制作）
  - コマソンを本気で口パク「ロック篇」（楽曲制作）
  - コマソンを本気で口パク「演歌篇」（楽曲制作）
- ソニー生命保険　ドキュメンタリー LIFE PLANNER VALUE（作詞・作曲・編曲）
- mizuno×飯塚翔太　クロノオニキスMV（作曲・編曲）
- ハーゲンダッツ CM（作曲・編曲）
- 宮城県 観光PR CM（作曲・編曲）
- リクルートホールディングス
  - 資格サプリ CM（作曲・編曲）
  - 料理サプリ CM（作曲・編曲）
- 錦織圭×日清食品 CM（作曲・編曲・効果音制作）
- Honda Cars店 CM（作曲・編曲）
- エイチ・アイ・エス
  - ×ONE PIECE CM
  - ×CM 吉本芸人編
- コロコロアニキ第4号 テレビCM（作曲・編曲・効果音制作）
- いくえみ男子スタイルBOOK love with you / いくえみ綾ファンブック発売記念CM（作曲・編曲）

### 付随・舞台音楽
- 劇団BOOGIE★WOOGIE
  - 「THE BANDO-WANDER～無稽・将門」（作曲・編曲） 新宿スペース107 2010/9/2～5
    - 出演：劇団BOOGIE★WOOGIE、上地春奈、斉木テツ、チング・ポカ、他

  - 「関ヶ原ブギウキ」（作曲・編曲） シアターサンモール 2011/8/11～14
    - 出演：劇団BOOGIE★WOOGIE、斉木テツ、チングポカ、ササキりな、他

  - 「ノンストップライアーズ」（作曲・編曲） 東京芸術劇場 2012/10/11～14
    - 出演：劇団BOOGIE★WOOGIE、大林素子、三田寺理紗、疋田紗也、他
- 真夏の夜の夢～飛んで腐に入る夏の虫～（作曲・編曲） シアターグリーン 2012/7/4～8
  - 出演：三田寺理沙、疋田紗也、小松詩乃、幸野ゆりあ、他
- ビーナスファンタジスタ The crescendo in my heart（作曲・編曲） 赤坂RED/THEATER 2012/8/29～9/2
  - 出演：齊藤夢愛、浜田翔子、佐藤さくら、永作あいり、高橋明日香、涼本めぐみ、上原真央、軽辺るか、市橋直歩、黒澤葉月、ゲスト：倉田瑠夏、梅本静香、他
- ウルトラマンフェスティバル（於：サンシャインシティ 文化会館4階 展示ホールB）
  - 2016 ライブステージ 楽曲（作曲・編曲） 2016/7/22～8/28
  - 2017 ライブステージ 劇中歌（歌唱：上田和寛(TANEBI)） 2017/7/21～8/28
  - 2018 ライブステージ 劇中歌（歌唱：潘めぐみ、関智一） 2018/7/20～8/27
  - 2019 ライブステージ 劇中歌（歌唱：瀬下千晶(ボイジャー） 2019/7/19～8/26

### ゲーム
- Z/X -Zillions of enemy X- ゲームアプリ /Code OverBoost
  - 主題歌『Best Friends Forever』（楽曲提供/サウンドプロデュース）、歌：小倉唯、内田彩
- RPGツクールMV Trinity（作曲/編曲）、歌曲ヴォーカルディレクション
- RPGツクールMV（作曲・編曲）
- SWORDS & DARKNESS / ニンテンドー3DS（作曲・編曲）

### その他
- ウルトラマンフェスティバル ライブステージ ソングコレクション 2009-2019（4曲提供）
- ウルトラマン「DARKNESS HEELS」テーマソング（作曲・編曲）
- 体操天皇杯 全日本体操個人総合選手権/2016リオ五輪選考競技会 床体操演技曲提供（代々木第一体育館）
- 東山の風 手と手つながれ 中京テレビ『幸せの黄色い仔犬』挿入歌（編曲）
  - 歌：戸田恵子、作詞：青木さやか、作曲：ソナーポケット
- イカロス君のうた（作曲・編曲）
  - 歌：間宮くるみ、作詞：ゆうきよしなり、ディレクション/ミックス：安保一生
- ドラマ『AI探偵カマ』音楽制作（BGM）　
  - 出演：鎌田紘子、あやまんJAPAN、さらば青春の光、他